# Pelidnota ancilla
Pelidnota ancilla är en skalbaggsart som beskrevs av Bates 1904. Pelidnota ancilla ingår i släktet Pelidnota och familjen Rutelidae. Inga underarter finns listade i Catalogue of Life.